# Ижора (судно)
«Ижора» — советский грузовой пароход, построенный в 1921 году в Бристоле (Великобритания) фирмой «Ллойд». Изначально он назывался «Windermere». Это было однопалубное двухмачтовое грузопассажирское судно, 98,76 метров в длину и водоизмещением около 2815 тонн. Было куплено СССР в 1934 году и переименовано. К началу второй мировой войны «Ижора» была сильно потрёпанным, доживавшим своё судном с изношенными двигателями.

## Гибель
Пароход с грузом досок под командованием капитана В. И. Белова отстал от союзного конвоя QP-8, вышедшего из Мурманска в Рейкьявик 1 марта 1942 года, из-за поломок в машине и сильного ветра. 7 марта его обнаружил немецкий отряд в составе линкора «Тирпитц» и сопровождавших его эсминцев, до этого безрезультатно пытавшийся перехватить конвой PQ-12. Выписка из бортового журнала миноносца «Фридрих Ин»: «16.45 Великолепная видимость. По курсу 10 градусов обнаружен сильный дымный след. Это сразу же подтвердили эсминцы „Шеманн“ и „Z-25“. Полным ходом эсминцы идут в этом направлении. Скоро становится видна труба и две мачты парохода, следующего курсом на запад».
"17.20 Пароход сообщает свои опознавательные данные: «Лесовоз „Ижора“, порт приписки Ленинград. Водоизмещение 2815 тонн, идут с грузом».
«17.25 Пароходу приказано застопорить ход и запрещено использовать радиосвязь. Перед его носом производится предупредительный выстрел снарядом калибра 37 мм. Пароход прекращает движение. У его кормового орудия замечены люди. Орудие направлено в нашу сторону. Пароход даёт радиограмму „RR“ с указанием своего точного местоположения…»
Линкор не стал тратить дорогостоящие снаряды и поручил уничтожение парохода миноносцам. Ими было произведено 11 выстрелов орудиями 150 миллиметров, 43 выстрела орудиями 127 миллиметров и 82 выстрела орудиями 37 миллиметров, однако, несмотря на пожар и многочисленные повреждения, пароход оставался на плаву. С лесовоза успели сделать несколько выстрелов, не причинивших, однако, врагу никакого вреда.
Несмотря на запрет радиосвязи и обречённое положение, капитан Василий Ильич Белов не спустил флага и стал, к огромной ярости немцев, передавать кодированный сигнал бедствия и свои координаты, но радиорубка была уничтожена, и передача оборвалась.
Немцы вскоре поняли, что непотопляемость корабля обусловлена наличием непотопляемого груза — досок, и решились выпустить 2 торпеды, однако эсминец «Фридрих Ин» по стоячей цели промахнулся.
В 18.13 пароход был все же потоплен глубинными бомбами, сброшенными немецким миноносцем в упор. Из 33 человек команды остался в живых лишь старпом Н. И. Адаев, который впоследствии погиб в немецком концлагере Штуттгоф.
Радиограмма с «Ижоры» была получена адмиралом Тови на HMS Duke of York, но позиция судна осталась для него неизвестной. Существует мнение, что именно благодаря радиограмме с «Ижоры» союзные конвои избежали встречи с «Тирпитцем».

## Исследование и память
О гибели парохода впервые написал В. Пикуль в «Реквиеме каравану PQ-17». Подробности и фотографии этого неравного боя стали известны благодаря исследованиям в архивах немецкого историка Норберта Клапдора.
О гибели корабля снят документальный фильм режиссёра А. Сорокина «Люди, помните „Ижору“!» Издательством «Гангут» выпущена открытка с изображением атаки парохода эсминцами художника И. Дементьева.

## Экипаж[6]
1. Белов Василий Ильич 1895 г.р., капитан;
2. Адаев Николай Илларионович 1905 г.р., ст. помощник;
3. Корольков Леонид Алексеевич 1909 г.р., II помощник;
4. Осипенко Иван Романович 1906 г.р., дублёр ст. помощника;
5. Шерстнёв Фёдор Васильевич 1916 г.р., III помощник;
6. Петров Михаил Петрович 1910 г.р., ст. механик;
7. Штрекер Леонид Фёдорович 1912 г.р., II механик;
8. Греков Константин Осипович 1903 г.р., III механик;
9. Гусаров Николай Александрович 1908 г.р., радист;
10. Смуров Владимир Иванович 1918 г.р., боцман;
11. Митин Василий Григорьевич 1915 г.р., плотник;
12. Хорьков Николай Степанович 1914 г.р., матрос 1 класса;
13. Марков Михаил Михайлович 1915 г.р., матрос 1 кл.;
14. Антропов Александр Николаевич 1914 г.р., матрос 2 кл.;
15. Шумков Юрий Вениаминович 1925 г.р., матрос 2 кл.;
16. Макарычев Алексей Иванович 1925 г.р., матрос 2 кл.;
17. Поступинский Сергей Кондратьевич 1910 г.р., ст. машинист;
18. Веденеев Фёдор Ильич 1917 г.р., машинист 1 кл.;
19. Фёдоров Борис Петрович 1916 г.р., машинист 1 кл.;
20. Давыдов Пётр Яковлевич 1910 г.р., кочегар-наставник;
21. Капитонов Егор Акимович 1897 г.р., кочегар 1 кл.;
22. Киричук Иван Николаевич 1909 г.р., кочегар 1 кл.;
23. Куропцев Григорий Павлович 1911 г.р., кочегар 1 кл.;
24. Пантелеев Пётр Фёдорович 1923 г.р., кочегар 1 кл.;
25. Митрошин Александр Трофимович 1923 г.р., кочегар 1 кл.;
26. Мохин Григорий Михайлович 1908 г.р., кочегар 1 кл.;
27. Свищев Дмитрий Иванович 1910 г.р., кочегар 1 кл.;
28. Чирков Захар Иванович 1910 г.р., кочегар 1 кл.;
29. Тимофеев Сергей Павлович 1916 г.р., кочегар 2 кл.;
30. Салин Иван Фёдорович 1915 г.р., повар;
31. Могутова Раиса Григорьевна 1922 г.р., камбузница;
32. Авдеева Анна Николаевна 1891 г.р., буфетчица;
33. Басова Агнея Николаевна 1905 г.р., уборщица.